# Punta del Beneïdor
La Punta del Beneïdor és una muntanya de 615 metres que es troba al municipi de Santa Margarida de Montbui, a la comarca de l'Anoia.